# Gram (Dinamarca)
Gram foi um antigo município da Dinamarca, localizado na região sul, no antigo condado de Sonderjutlândia, extinto em 2007 pela reforma comunal.
O município tinha uma área de 131 km² e uma população de 4 860 habitantes, segundo o censo de 2005.
Ele foi anexado aos municípios de  Haderslev e Vojens, tal como os as paróquias  do  município de Christiansfeld para formar o novo município de  Haderslev na região da Dinamarca do Sul.